# Trianthema
Trianthema es un género con 60 especies de plantas suculentas perteneciente a la familia Aizoaceae.

## Taxonomía
Trianthema fue descrito por el científico, naturalista, botánico y zoólogo sueco, Carlos Linneo, y publicado en Species Plantarum 1: 223 (1753). La especie tipo es : Trianthema portulacastrum L.

## Especies
| - Trianthema americana Gill. - Trianthema anceps Thunb. - Trianthema argentina Hunz. & Cocucci - Trianthema australis Melville - Trianthema camillei Cordem. - Trianthema ceratosepala Volkens & Irmsch. - Trianthema compacta C.T.White - Trianthema corymbosa E.Mey. - Trianthema crystallina (Forssk.) Vahl - Trianthema cussackiana F.Muell. - Trianthema cypseleoides (Fenzl) Benth. - Trianthema decandra L. - Trianthema diffusa Mill. - Trianthema dinteri Engl. - Trianthema dubia Spreng. ex Turcz. - Trianthema flexuosa Schumach. - Trianthema fruticosa Vahl - Trianthema galericulata Melville - Trianthema glandulosa Peter - Trianthema glaucifolia F.Muell. - Trianthema glinoides Pers. - Trianthema glossostigma F.Muell. - Trianthema govindia Buch.-Ham. & G.Don - Trianthema grisea (O.Deg. & Fosberg) O.Deg. & I.Deg. - Trianthema hecatandra Wingf. & M.F.Newman - Trianthema hereroensis Schinz - Trianthema humifusa Thunb. - Trianthema humillima F.Muell. - Trianthema hydaspica Edgew. - Trianthema kimberleyi Bittrich & K.M.Jenssen - Trianthema littoralis Cordem. - Trianthema maidenii S.Moore | - Trianthema megasperma A.M.Prescott - Trianthema monogyna L. - Trianthema multiflorum Peter - Trianthema nigricans Peter - Trianthema nyasica Baker - Trianthema obcordata Roxb. - Trianthema oxycalyptra F.Muell. - Trianthema parvifolia E.Mey. - Trianthema patellitecta A.M.Prescott - Trianthema pentandra L. - Trianthema pilosa F.Muell. - Trianthema polyandra Blume - Trianthema polysperma Hochst. ex Oliv. - Trianthema portulacastrum L. - tostón de Filipinas - Trianthema procumbens Mill. - Trianthema redimita Melville - Trianthema rhynchocalyptra F.Muell. - Trianthema rubens E.Mey. - Trianthema salaria Bremek. - Trianthema salsoloides Fenzl ex Oliv. - Trianthema sanguinea Volkens & Irmsch. - Trianthema sedifolia Vis. - Trianthema sennii Chiov. - Trianthema sheilae A.G.Mill. & J.A.Nyberg - Trianthema transvaalensis Schinz - Trianthema triandra Wettst. - Trianthema triquetra Rottler & Willd. - Trianthema turgidifolia F.Muell. |

## Sinonimia
- Ancistrostigma, Papularia, Portulacastrum, Reme